# العلمانية في إسرائيل

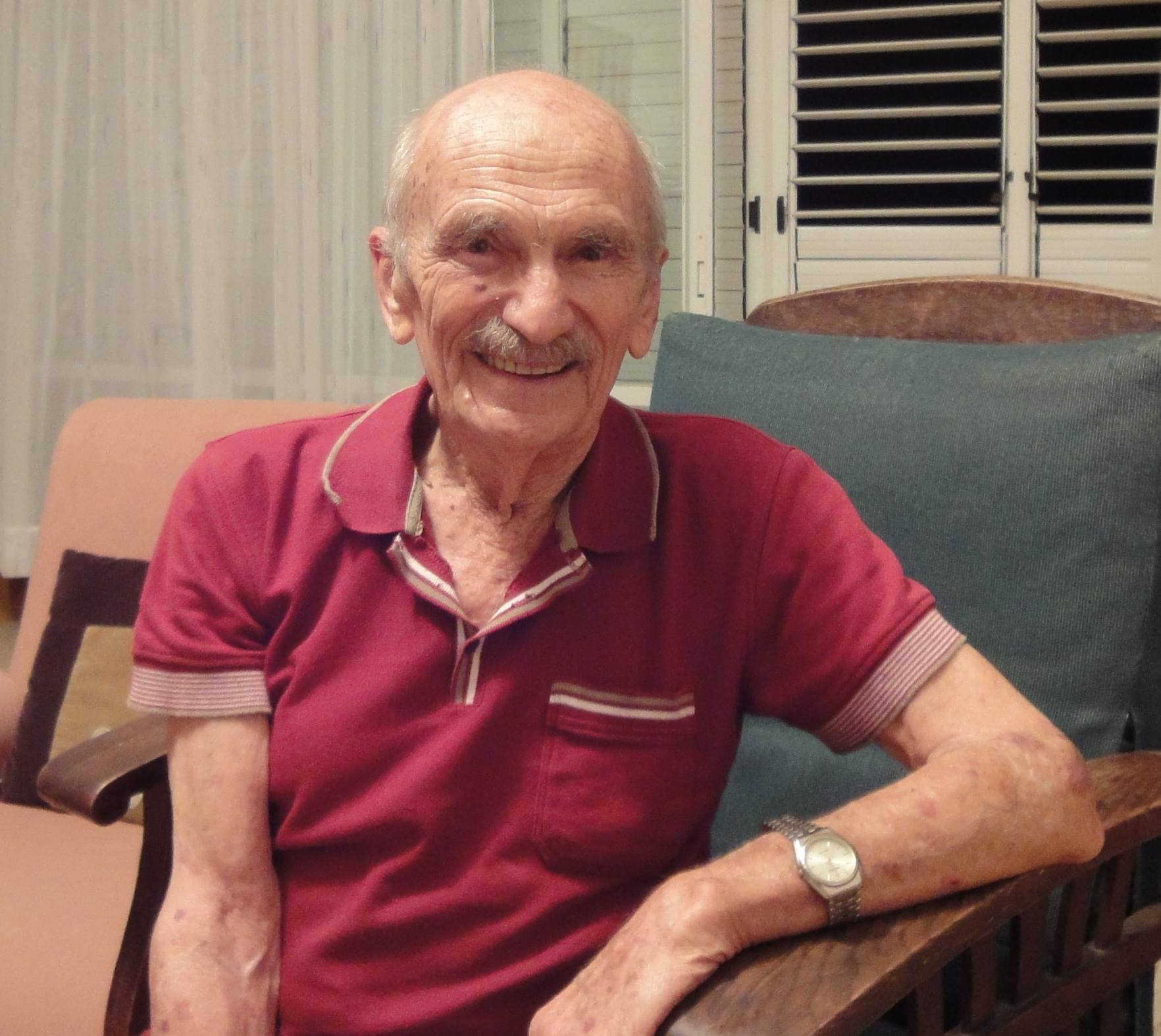

تُظهر العلمانية في إسرائيل مدى الارتباط بين أمور الدين وأمور الدولة داخل إسرائيل. تُعرَّف العلمانية على أنها عدم مبالاة أو رفض أو إقصاء للدين والنظر الديني. في إسرائيل، ينطبق هذا على المجتمع العلماني تماماً والذي لا يُميِّزه أي دين والمجتمع العلماني داخل المجتمع اليهودي الذي يُعرَّف على أنه ضد أي تقسيم معين للدين. عندما تأسست إسرائيل كدولة حديثة في عام 1948، تشكَّلت هوية يهودية جديدة ومختلفة للسكان الإسرائيليين الجدد. تميزت هذه المجموعة بالثقافة الإسرائيلية واللغة العبرية، وتجربتها مع الهولوكوست، والحاجة إلى الوحدة ضد الصراع مع الجيران المُعادين في الشرق الأوسط. هذه ليست هوية يمكن لليهود خارج إسرائيل التعرف عليها بسهولة.